# Otto Pfafstetter
Otto Pfafstetter (Rio de Janeiro, 1923 - Rio de Janeiro, 1996) foi um engenheiro hidrólogo brasileiro que notabilizou-se por haver criado um método de codificação de bacias hidrográficas, oficialmente adotado no Brasil e usado em diversos países como Austrália, Peru, Estados Unidos, entre outros.

## Biografia
Seus pais eram austríacos e emigraram para o Brasil depois da Primeira Guerra Mundial. Ele só descobriu que tinha dupla nacionalidade ao pedir um visto em seu passaporte para visitar parentes na Áustria. O consulado negou-lhe o visto alegando que era austríaco e que deveria pedir a expedição de um passaporte do país, o que terminou por fazer a contragosto. A insistência do consulado em força-lo a reconhecer sua dupla cidadania, em parte, prendia-se ao fato de que seus pais haviam se oposto à anexação da Áustria pela Alemanha no plebiscito realizado por Adolf Hitler, atitude esta que, no pós guerra, era muito bem vista.
Em 1945 formou-se em engenharia civil na Universidade Federal do Rio de Janeiro. Fez dois estágios no United States Bureau of Reclamation, período em que viveu na cidade de Denver por um ano na primeira vez e por 9 meses na segunda. Falava com fluência, além de português, alemão e inglês.
Recém formado, foi trabalhar no Departamento Nacional de Obras de Saneamento, onde permaneceu até se aposentar. Inicialmente trabalhou em topografia quando contraiu uma doença que o impossibilitava de trabalhar nas difíceis condições de campo da Baixada Fluminense naquela época. Foi transferido para a sede do Departamento onde começou a projetar e calcular estruturas hidráulicas, o que fez ao longo de toda sua vida profissional.
Sob a orientação de Pfafstetter, uma equipe de jovens colaboradores analisou e plotou em gráficos os dados de uma grande quantidade de pluviogramas; Otto então deduziu as equações e escreveu o texto do livro "Chuvas Intensas no Brasil”. O livro reúne as equações de chuva para 98 estações pluviométricas, tornando-se, durante muito tempo, uma das principais referências para o projeto de obras hidráulicas no Brasil.
Otto também ministrou um curso de hidrologia promovido pela Organização dos Estados Americanos em 1965 no Rio de Janeiro. Em 1976 é publicado o livro Deflúvio Superficial que reúne as notas de aula do professor Otto.
Em 1969 desenvolveu seu método de codificação de bacias com o intuito de organizar os arquivos de projetos do DNOS. Cerca de 20 anos depois, ao final da década de 1980, o método chamou a atenção da equipe do Programa Nacional de Irrigação do Ministério do Interior que viu no método um instrumento valioso para a gestão dos projetos de irrigação do País. Nessa ocasião, Otto escreve o artigo, que, mesmo não havendo sido publicado, se tornou a principal referência para a difusão do método.
A popularidade do método se deve, além de suas próprias virtudes, ao trabalho dos pesquisadores James e Kristine Verdin que em passagem pelo Brasil, tiveram contato com o sistema e o aplicaram na construção da Base de Dados chamada HYDRO1k.Essa base é composta de em conjunto de temas para modelagem hidrológica derivados do modelo digital de elevação GTOPO30 e abrange todos os continentes. As bacias foram identificadas pelo método de Otto e o processo foi descrito no artigo "A topological system for delineation and codification of the Earth's river basins"
Atualmente a Agência Nacional de Águas produz bases hidrográficas em diversas escalas cujas bacias recebem o código de Otto Pfafstetter. Por essa razão são denominadas Bases Hidrográficas Ottocodificadas. Vários exemplares dessas bases podem ser obtidos por meio do Portal de Metadados da ANA